# GET (平家みちよの曲)
「GET」（ゲット）は、平家みちよのデビューシングル。1997年11月5日発売。

## 概要
シャ乱Q女性ロックボーカリストオーディションの最終審査の課題曲、及びグランプリ獲得者のデビュー予定曲として本作が制作された。審査が行われる合宿初日にはたけが制作したメロディのみのデモテープがオーディション参加者に配られ、歌詞が付く前の段階でボイストレーニングが行われた。合宿最終日にはつんくが書き上げた歌詞が配布された。スタジオ収録審査で課題曲を披露する直前にメロディが変更された。
リリース翌日の6日に日本武道館で初お披露目としてデビューイベントを開催し、「ASAYAN」から10,000人を招待。地元三重からは、平家みちよ後援会100名が応援に駆け付けた。 

## 収録曲
（全作曲・編曲：はたけ）
1. GET
作詞：つんく
2. プリペアー
作詞：まこと
3. GET（オリジナル・カラオケ）

## 参加ミュージシャン
GET
- ギター&プログラミング：はたけ
- ベース：鮫島秀樹
- ドラム：向山テツ
- アコースティックギター：高橋諭一
- ピアノ&オルガン：河野伸
- タンバリン：たいせー
- バックグラウンドボーカル：田仲玲子

プリペアー
- ギター&バックグラウンドボーカル&プログラミング：はたけ
- ベース：鮫島秀樹
- ドラム：向山テツ
- アコースティックギター：高橋諭一
- ピアノ&オルガン：河野伸
- タンバリン：たいせー